# Sterling Holloway
Sterling Price Holloway Jr. (Cedartown, Georgia; 14 de enero de 1905-Los Ángeles, California; 22 de noviembre de 1992) fue un actor estadounidense, intérprete en más de 100 producciones cinematográficas y en más de 40 shows televisivos. Fue también actor de voz de Walt Disney Company, conocido por su voz aguda, y quizás más recordado por ser la voz original del Sr. Cigüeña en Dumbo, la Flor Adulta en Bambi, el Gato de Cheshire en Alicia en el país de las maravillas , el personaje del título en Winnie the Pooh, Kaa en El libro de la selva, y Roquefort en Los Aristogatos.

## Primeros años
Sus padres fueron Sterling Price Holloway y Rebecca DeHaven (algunas fuentes afirman que se llamaba Boothby). La familia poseía una tienda de comestibles en Cedartown, donde su padre fue alcalde en 1912. Tras graduarse en la Georgia Military Academy en 1920, a los quince años de edad, dejó Georgia para ir a vivir a Nueva York, donde estudió en la American Academy of Dramatic Arts. Estudiando allí, trabó amistad con el actor Spencer Tracy.

## Carrera

### Cine y cortos
Al final de su adolescencia, Holloway viajó con una compañía de repertorio, actuando por el Oeste de Estados Unidos. Finalizado dicho período, volvió a Nueva York, donde aceptó pequeños papeles con el Theatre Guild, participando a mediados de los años 1920 en la obra de Richard Rodgers y Lorenz Hart The Garrick Gaieties. Cantante de talento, interpretó en 1925 "Manhattan", y al siguiente año la canción "Mountain Greenery".
En 1926 se mudó a Hollywood para empezar una carrera cinematográfica que duró casi cincuenta años. Su pelo rojo y su aguda voz le obligaron a trabajar principalmente en el campo de la comedia. Su primer film fue The Battling Kangaroo (1926), una cinta muda. A lo largo de las décadas siguientes, Holloway actuaría junto a Fred MacMurray, Barbara Stanwyck, Lon Chaney Jr, Clark Gable, Joan Crawford, Bing Crosby, y David Carradine.  
En 1942, durante la Segunda Guerra Mundial y con 37 años de edad, Holloway se alistó en el Ejército de los Estados Unidos, siendo destinado a los Servicios Especiales de Entretenimiento. Allí ayudó a crear un show titulado "Hey Rookie", el cual se representó durante nueve meses y recaudó 350.000 dólares para la Army Relief Fund. En 1945, Holloway interpretó a un médico destinado a un pelotón de infantería en la aplaudida película Un paseo bajo el sol, y durante 1946 y 1947 fue la contrapartida cómica en cinco westerns protagonizados por Gene Autry.
El trabajo de Holloway como actor de voz en producciones de animación empezó en 1941, cuando pudo ser oído en Dumbo (1941), film en el que encarnaba al Sr. Cigüeña. Walt Disney consideró la posibilidad de darle la voz de Dormilón en Snow White and the Seven Dwarfs (1937), pero acabó escogiendo al actor Pinto Colvig. Holloway fue también la voz de la Flor Adulta en Bambi (1942), el narrador de la secuencia antártica de pingüinos en Los tres caballeros (1944), y el narrador en la secuencia de Pedro y el lobo en Música maestro (1946). También dio voz al Gato de Cheshire en Alicia en el país de las maravillas (1951), el narrador en Susie the Little Blue Coupe (1952), Kaa en El libro de la selva (1967), y Roquefort en Los Aristogatos (1970). Sin embargo, es quizás más conocido por encarnar a Winnie the Pooh en las producciones que Disney realizó sobre el personaje. 
Su último papel fue el de Hobe Carpenter, trabajando junto a David Carradine en Thunder and Lightning (1977),
Por su trabajo para la compañía, a Holloway se le nombró una de sus 'Disney Legends' en 1991, siendo el primer actor de voz en conseguir dicha distinción.

### Radio y discos
Holloway actuó en muchos programas radiofónicos, entre ellos The Railroad Hour, The United States Steel Hour, Suspense y Lux Radio Theater. A finales de los años 1940 podía oírsele hacer varios papeles en la serie de la NBC "Fibber McGee and Molly". Su personal voz de tenor, con un leve acento sureño, era fácilmente reconocible. Por ello, Holloway fue también escogido para narrar varios discos infantiles, entre ellos Uncle Remus Stories (Decca), Mother Goose Nursery Rhymes (Disneyland Records), Walt Disney Presents Rudyard Kipling's Just so Stories (Disneyland Records) y Peter and the Wolf (RCA Victor).

### Televisión

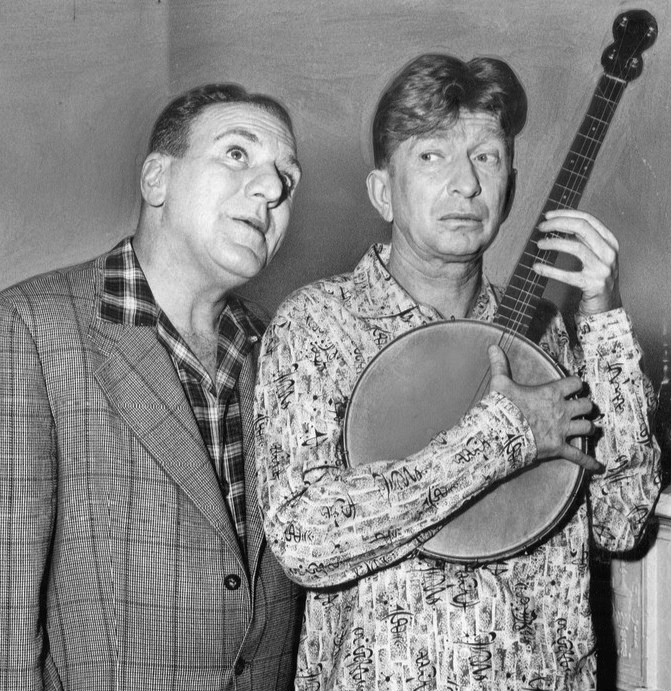
Holloway con William Bendix en The Life of Riley, 1957.

Holloway superó con facilidad la transición de la radio a la televisión. Así, en la serie Aventuras de Superman fue el "Tío Oscar", y tuvo también un papel recurrente en The Life of Riley. En los años 1950 fue artista invitado en el programa televisivo de Fred Waring para la CBS, y actuó en shows como Circus Boy, Five Fingers ("The Temple of the Swinging Doll"), Los Intocables, The Real McCoys (en el episodio de 1960 "The Jinx"), Hazel, Pete and Gladys, The Twilight Zone (episodio "What's in the Box"), The Brothers Brannagan, La isla de Gilligan, The Andy Griffith Show, The Donald O'Connor Show, Gunn, F Troop, y Luz de luna. 
En la década de 1970, Holloway trabajó también en diferentes anuncios publicitarios, prestando su voz para la marca Nestlé Purina PetCare y cantando el tema comercial  "Puppy Chow/For a full year/Till he's full-grown!". Además fue el Búho Woodsy en varios anuncios que en los años 1970 y 1980 llevó a cabo el Servicio Forestal de los Estados Unidos. Holloway hizo pruebas en 1982 para conseguir interpretar al personaje de cómic Garfield, pero ganó el papel el actor Lorenzo Music, y en 1984 hizo trabajo de voz para la publicidad de la marca Libby's.

## Últimos años
Soltero a lo largo de toda su vida, Holloway explicaba que no quería que nada alterara su modo de vivir, pero tenía un hijo, Richard (no se sabe exactamente cuándo adoptó a Richard). Sterling Holloway falleció el 22 de noviembre de 1992, a causa de un paro cardiorrespiratorio, en un hospital de Los Ángeles (California). Sus restos fueron incinerados, y las cenizas lanzadas al océano Pacífico.
El actor de voz Hal Smith tomó el papel de Winnie the Pooh en 1981 para el corto Winnie the Pooh Discovers the Seasons, manteniendo el papel hasta que Jim Cummings le reemplazó en 1988 en The New Adventures of Winnie the Pooh, asumiendo también otros personajes de Holloway, como Kaa en Jungle Cubs y El libro de la selva 2.

## Filmografía

### Largometrajes
- Casey at the Bat (1927)
- American Madness (1932)
- La venus rubia (1932)
- Faithless (1932)
- Tentación (1932)
- Lawyer Man (1932)
- Hard to Handle (1933)
- Blondie Johnson (1933)
- Fast Workers (1933)
- Wild Boys of the Road (1933)
- Hell Below (1933)
- Elmer, the Great (1933)
- Picture Snatcher (1933)
- Adorable (1933)
- International House (1933)
- Gold Diggers of 1933 (1933)
- Professional Sweetheart (1933)
- When Ladies Meet (1933)
- Wild Boys of The Road (1933)
- Dancing Lady (1933)
- Advice To The Lovelorn (1933)
- Going Hollywood (1933)
- Alicia en el país de las maravillas (1933)
- Tomorrow's Children (1934)
- The Cat & The Fiddle (1934)
- Strictly Dynamite (1934)
- Operator 13 (1934)
- Murder In The Private Car (1934)
- The Back Page (1934)
- Down to Their Last Yacht (1934)
- Gift of Gab (1934)
- The Merry Widow (1934)
- Girl o' My Dreams (1934)
- A Wicked Woman (1934)
- Tomorrow's Youth (1935)
- The Lottery Lover (1935)
- Life Begins At Forty (1935)
- Doubting Thomas (1935)
- I Live My Life (1935)
- 1,000 Dollars A Minute (1935)
- Rendezvous (1935)
- Palm Springs (1936)
- Career Woman (1936)
- Join The Marines (1937)
- Maid of Salem (1937)
- When Love Is Young (1937)
- The Woman I Love (1937)
- Varsity Show (1937)
- Behind The Mike (1937)
- Of Human Hearts (1938)
- Dr. Rhythm (1938)
- Held Hor Ransom (1938)
- Professor Beware (1938)
- Spring Madness (1938)
- St. Louis Blues (1939)
- Nick Carter, Master Detective (1939)
- Remember the Night (1940)
- The Blue Bird (1940)
- Hit Parade of 1941 (1940)
- Street of Memories (1940)
- Little Men (1940)
- Cheers for Miss Bishop (1941)
- Meet John Doe (1941)
- The Great Awakening (1941)
- Top Sergeant Mulligan (1941)
- Dumbo (1941) Mr. Stork (voz)
- Look Who's Laughing (1941)
- Don't Get Personal (1942)
- The Lady Is Willing (1942)
- Bambi (1942) Flor adulta (voz)
- Iceland (1942)
- Here We Go Again (1942)
- Star Spangled Rhythm (1942)
- Los tres caballeros (1944) (voz)
- Wildfire (1945)
- Un paseo bajo el sol (1945)
- Música maestro (1946) (voz)
- Death Valley (1946)
- Sioux City Sue (1946)
- Her Wonderful Lie (1947)
- Trail to San Antone (1947)
- Twilight on the Rio Grande (1947)
- Saddle Pals (1947)
- Robin Hood of Texas (1947)
- The Beautiful Blonde from Bashful Bend (1949)
- Alicia en el país de las maravillas (1951) (voz)
- Kentucky Rifle (1956)
- Alakazam the Great (1960) (voz)
- The Adventures of Huckleberry Finn (1960)
- My Six Loves (1963)
- El mundo está loco, loco, loco (1963) (cameo)
- Batman (1966) (escenas eliminadas)
- El libro de la selva (1967) (voz)
- Live a Little, Love a Little (1968)
- Los Aristogatos (1970) (voz)
- Cries (1975) (documental, narrador)
- Super Seal (1976)
- Won Ton Ton, the Dog Who Saved Hollywood (1976)
- The Many Adventures of Winnie the Pooh (1977) (voz)
- Thunder and Lightning (1977)

### Cortos
- The Battling Kangaroo (1926)
- The Girl from Everywhere (1927)
- The Girl from Nowhere (1928)
- One Track Minds (1933)
- Not the Marrying Kind (1933)
- Meeting Mazie (1933)
- Born April First (1934)
- Pleasing Grandpa (1934)
- Picnic Perils (1934)
- Sterling's Rival Romeo (1934)
- Father Knows Best (1935)
- My Girl Sally (1935)
- Bring 'Em Back A Lie (1935)
- Boy Meets Dog (1938) (voz)
- The Pelican & The Snipe (1944) (voz)
- The Three Caballeros (1944) (voz)
- Unusual Occupations L-5-2 (1945)
- Peter and the Wolf (1946) (voz)
- Moron Than Off (1946)
- Scooper Dooper (1947)
- Hectic Honeymoon (1947)
- Speaking of Animals No. Y7-1: Dog Crazy (1947)
- Mickey and the Beanstalk (1947)
- Man or Mouse (1948)
- Flat Feat (1948)
- Lambert the Sheepish Lion (1952) (voz)
- Susie the Little Blue Coupe (1952) (voz)
- The Little House (1952) (voz)
- Ben and Me (1953) (voz)
- Goliath II (1960) (voz)
- Man, Monsters & Mysteries (1973) (voz)
- Winnie the Pooh and the Honey Tree (1966) (voz)
- Winnie the Pooh and the Blustery Day (1969) (voz)
- Winnie the Pooh and Tigger Too! (1974) (voz)

### Televisión
- The Adventures of Superman - The Machine That Could Plot Crimes (1952)
- The Life of Riley (1953–1958)
- The Adventures of Ozzie & Harriet - episodio "Pancake Mix" (1953)
- Willy (1955)
- Our Mr. Sun (1956)
- Hemo the Magnificent (1957)
- The Real McCoys - episodio "The Jinx" (1960)
- The Andy Griffith Show - episodio "The Merchant of Mayberry" (1962)
- Hazel, episodio "The Retiring Milkman" (1963)
- The Twilight Zone, episodio "What's in the Box" (1964)
- The Restless Sea (1964)
- Burke's Law, episodio "Who Killed Annie Foran?" (1964)
- The Baileys of Balboa (1964–1965)
- That Girl, episodio "Phantom of the Horse Opera" (1966)
- F-Troop, episodio "Wilton the Kid" (1966)
- Gilligan's Island (1967)
- Tony the Pony (1976)
- Tukiki and His Search for a Merry Christmas (1979) (voz)
- Luz de luna, episodio "Atomic Shakespeare" (1986)